# دره باغ پایین
دره باغ پایین روستایی در دهستان دوآب بخش مرکزی شهرستان سلسله استان لرستان ایران است. مسیر این روستا خاکی می‌باشد و در فاصله ۱۴ کیلومتری شهرستان الشتر قرار دارد و راه آن به جاده خرم‌آباد-نورآباد متصل می‌شود.

## جمعیت
بر پایه سرشماری عمومی نفوس و مسکن در سال ۱۳۹۵ جمعیت این روستا ۱۴ نفر (۴خانوار) بوده‌است.